# 1974年の自転車競技
1974年の自転車競技についてまとめる。

## 主なできごと
- エディ・メルクス、史上初となる、ジロ・デ・イタリア、ツール・ド・フランス、世界選手権・プロロードレースの同一年度制覇（いわゆる「トリプルクラウン」）を達成。またジロ・デ・イタリアでは、アルフレッド・ビンダ以来45年ぶりとなる総合3連覇を達成し、5度目の総合優勝達成もビンダ以来史上2人目。そしてツール・ド・フランスでは、ジャック・アンクティルに次ぐ、史上2人目となる5度目の総合優勝を果たした。
- ロジェ・デ・フラミンク、ティレーノ〜アドリアティコ総合3連覇。
- タマラ・ガルコウチナ、世界選手権・女子個人追い抜き5連覇。
- 福島正幸、2年連続で競輪祭・全日本競輪王戦を完全優勝。
- オールスター競輪のドリームレースが、ファン投票上位9名による単発式レースに改められ、ファン投票第1位で選出された阿部道が勝利。加えて阿部は優勝も果たし、番組構成改正後のオールスター競輪史上初の「完全制覇」（ファン投票、ドリームレース、優勝の3つの1位）を果たした（2010年現在、阿部以外の達成者なし）。
- 日本選手権競輪にダービートライアルが設けられ、これの結果に応じて出場が決定されるという方式に変わった。加えて、ゴールデンレーサー賞が新設された。
- ヴェロドローム・ド・ヴァンセンヌ、当年を最後にツール・ド・フランス最終ゴール地点としての役目を終える。同時に、パルク・デ・プランス時代から続いていた同大会の自転車競技場でのゴール地点にも幕が下ろされることになった。

## 主な成績

### ロードレース
- ブエルタ・ア・エスパーニャ：4月23日〜5月12日
  - 総合優勝：ホセ・マヌエル・フエンテ（ スペイン、カス） 86時間48分18秒
  - ポイント賞：ドミンゴ・ペルレナ（ スペイン）
  - 山岳賞：ホセ・ルイス・アビリェイラ（ スペイン）
- ジロ・デ・イタリア：5月16日〜6月8日
  - 総合優勝：エディ・メルクス（ ベルギー、モルテニ） 111時間08分13秒
  - ポイント賞：ロジェ・デ・フラミンク（ ベルギー）
  - 山岳賞：ホセ・マヌエル・フエンテ（ スペイン）
- ツール・ド・フランス：6月27日〜7月21日
  - 総合優勝：エディ・メルクス（ ベルギー、モルテニ） 116時間16分58秒
  - ポイント賞：パトリック・セルキュ（ ベルギー）
  - ポイント賞：ドミンゴ・ペルレナ（ スペイン）
- 世界選手権・プロロードレース：8月25日、 カナダ・モントリオール
  - 優勝：エディ・メルクス（ ベルギー） 6時間52分22秒
- ミラノ〜サンレモ：3月18日
  - 優勝：フェリーチェ・ジモンディ（ イタリア）
- ロンド・ファン・フラーンデレン：3月31日
  - 優勝：セース・バル（ オランダ）
- パリ〜ルーベ：4月7日
  - 優勝：ロジェ・デ・フラミンク（ ベルギー）
- リエージュ〜バストーニュ〜リエージュ：4月21日
  - 優勝：ジョルジュ・パンタン（ ベルギー）
- ジロ・ディ・ロンバルディア：10月12日
  - 優勝：ロジェ・デ・フラミンク（ ベルギー）
- スーパープレスティージュ
  - 優勝：エディ・メルクス（ ベルギー）

### トラックレース

#### 競輪
- 日本選手権競輪：決勝日・2月19日 西武園競輪場
  - 優勝：田中博（群馬）
- 高松宮杯競輪：決勝日・7月2日 大津びわこ競輪場
  - 優勝：荒木実（京都）
- オールスター競輪：決勝日・9月24日 静岡競輪場
  - 優勝：阿部道（宮城）
- 競輪祭：競輪王戦決勝日・11月25日、新人王戦決勝日・11月28日 小倉競輪場
  - 全日本競輪王戦優勝：福島正幸（群馬）
  - 全日本新人王戦優勝：渡辺孝夫（大阪）
- 賞金王：阿部道（宮城） - 40,595,800円

### シクロクロス
- 世界選手権自転車競技大会： スペイン・ベラ
  - プロ優勝：アルベルト・ファン・ダム（ ベルギー）

## 誕生
- 1月3日 - アレサンドロ・ペタッキ ( イタリア、ロードレース選手)
- 1月4日 - ダニーロ・ホンド ( 東ドイツ→ ドイツ、ロードレース選手)
- 1月9日 - 武田豊樹 ( 日本、競輪選手)
- 3月8日 - 沖美穂 ( 日本、女子ロードレース選手)
- 3月27日 - ホアン・オラチ ( スペイン、ロードレース選手)
- 4月1日 - パオロ・ベッティーニ ( イタリア、ロードレース選手)
- 6月1日 - ミカエル・ラスムッセン ( デンマーク、ロードレース選手)
- 7月6日 - 村上義弘 ( 日本、競輪選手)
- 8月30日 - ハビエル・オチョア ( スペイン、ロードレース選手、パラサイクリング選手)
- 11月6日 - フランク・ヴァンデンブルック ( ベルギー、ロードレース選手、✝2009年)
- 12月2日 - ダリオ・チオーニ ( イタリア、ロードレース&マウンテンバイク選手) …イングランド、レディング生まれ

## 死去
- 11月11日 - エベラルド・パヴェージ ( イタリア、ロードレース選手、*1883年)